# Bactoprenol
Bactoprenol es un lípido sintetizado por tres especies diferentes de lactobacilos.
El fosfobactoprenol transporta NAM y NAG a través de la membrana celular durante la síntesis del peptidoglicano. La bacitracina inhibe el reciclaje de pirofosfobactoprenol al interior de la hoja.